# Потинени, Рам
Рам Потинени (телугу రామ్‌ పోతినేని, англ. Ram Pothineni; род. 15 мая 1988 года) — индийский актёр, снимающийся в кино на телугу. В 2007 году был награждён Filmfare Awards South за лучший дебют.

## Биография
Рам родился 15 мая 1988 года в семье Муралимохана Потинени и его жены Падмашри. У него также есть сестра Мадхусмита. Его дядя Сараванти Равикишор — кинопродюсер. Мальчик с детства хотел стать актёром, и, чтобы подготовиться к съёмкам, посещал различные курсы, изучая актёрское мастерство, танцы, верховую езду, жонглирование и т.д.
В 12 лет он сыграл в короткометражном тамильском фильме ID.
Полноценный дебют актёра в кино состоялся вместе с Илеаной де Круз в фильме «Девдас» (2006). Режиссёр фильма сначала хотел снять в главной роли известное лицо, но после того, как два популярных актёра ему отказали, решил взять новичка. Идея пригласить на роль Рама пришла, когда он увидел фотографии мальчика на компьютере его дяди. Будущему герою фильма на тот момент было 16 лет.
Картина стала первым коммерчески успешным фильмом года.
Критики похвалили молодого актёра, отметив, что он хорошо работает перед камерой,
а киносообщество премировало его статуэткой Filmfare Awards South за лучший дебют.
Год спустя, когда Рам сдавал выпускные экзамены, вышел его второй фильм Jagadam, снятый Сукумаром и не имевший особого успеха кассе. Однако отзывы были хорошие, Адитья Вардхан из Rediff.com написал, что актёр проделал хорошую работу, доказав что он не очередная звезда-однодневка.
«Всегда готов» с Женелией де Соуза режиссёра Срину Вайтлы и продюсера Равикишора Потинени, вышедший в 2008 году, стал первым большим хитом в карьере Рама. Критики похвалили его актёрское мастерство, особенно его комическую составляющую.
Актёр был также номинирован на Filmfare Awards South за лучшую мужскую роль.
В начале 2009 года Рам появился в боевике Б. Гопала Maska в паре с Хансикой Мотвани. Во время производства фильма он получил несколько незначительных травм и завершал съёмки с больным коленом. После выхода картина уже за первую неделю собрала 10 крор. Критики дали игре актёра положительную оценку, отдельно похвалив танцевальное мастерство.
Другим фильмом этого года стал «Ганеш» режиссёра Сараванана с Каджал Агарвал и 23 детьми-актёрами. Картина не была успешна в прокате, но принесла Раму положительные отзывы.
Его единственным фильмом в следующем году стал Rama Rama Krishna Krishna. Радхика Раджамани из Rediff.com написала о его роли в фильме: «Он дерзкий, легкомысленный, но самоуверенный. Он потрясающ в танцах и выполняет несколько безрассудных трюков».
Ещё одним большим хитом в его карьере стал фильм «Шершень» (2011), в котором Рам вновь работал с Хансикой. Картина хорошо показала себя в кассе, прийдясь по вкусу и молодёжи, и семейной аудитории.
Сунита Чаудхари из The Hindu назвала Рама главной силой фильма, однако добавив, что Раму необходимо изменить свой стиль, чтобы избавиться от привкуса однообразия.
А Суреш Кавираяни в своём отзыве для The Times of India заметил, что «его живая игра и забавная подача диалогов оживляет экран».
В следующем году на экраны вышла романтическая мелодрама Endukante... Premanta! А. Карунакарана с Таманной Бхатия. Она провалилась в прокате и получила смешанные отзывы критиков, однако отмечающих прекрасную игру главных героев.
Начало 2013 года ознаменовалось выходом комедийного боевика «Жгучий чили» Бхаскара, где Рам снялся вместе с Крити Кхарбанда и Пракашем Раджем. Картик Пасупате из The Times of India оценил выступление актёра как «характерно буйное»,
а Вишнуприя Бхандарам из The Hindu назвала его героя «квинтэссенцией всезнайки и мастера на все руки», добавив, что актёру достались все остроты и «пробивные» диалоги.
В этом же году в прокат вышла Masala, ремейк болливудской комедии «Обманщик поневоле». Другие роли в фильме сыграли Венкатеш, Анджали и Шазан Падамси. В отзывах к фильму говорилось, что Рам исключительно хорош во всех комедийных сценах и прекрасно справляется с изображением персонажа нетрадиционной ориентации.
После того как три его последних фильма плохо себя показали, Рама не было видно на большом экране в течение года.
Наконец, в мае 2015 вышел его следующий фильм Pandaga Chesko с Ракул Прит Сингх и Сонал Чаухан. Картина показала среднюю кассу. Суреш Кавираяни в отзыве для Deccan Chronicle отметил, что актёр «хорошо смотрится как представитель индийской диаспоры и прекрасно справляется с передачей характера».
Одновременно со съёмками Pandaga Chesko Рам снимался ещё в двух картинах: Sivam и Hari Katha.
Sivam, вышедший на экраны в октябре 2015 года, получил негативные отзывы критиков, назвавших его длинным и скучным, Рама — единственным, ради чего фильм стоит смотреть.

## Фильмография
| Год  |   | Русское название        | Оригинальное название     | Роль            |
| ---- | - | ----------------------- | ------------------------- | --------------- |
| 2006 | ф | Девдас                  | Devadasu                  | Девдас          |
| 2007 | ф | Насилие                 | Jagadam                   | Сину            |
| 2008 | ф | Всегда готов            | Ready                     | Чанду           |
| 2009 | ф | Маска                   | Maska                     | Кришна          |
| 2009 | ф | Ганеш                   | Ganesh Just Ganesh        | Ганеш           |
| 2010 | ф | Рама Рама Кришна Кришна | Rama Rama Krishna Krishna | Рамакришна      |
| 2011 | ф | Любит — не любит        | Kandireega                | Сринивас        |
| 2012 | ф | Всё из-за любви         | Endukante... Premanta!    | Кришна / Рам    |
| 2013 | ф | Жгучий чили             | Ongole Githa              | Уайт / Дорабабу |
| 2013 | ф | Масала                  | Masala                    | Рахман / Рам    |
| 2015 | ф |                         | Pandaga Chesko            | Картик          |
| 2015 | ф |                         | Shivam                    | Шива / Рам      |
| 2016 | ф |                         | Nenu Sailaja              | Хари            |
| 2016 | ф |                         | Hyper                     | Сурья           |
| 2017 | ф |                         | Vunnadhi Okate Zindagi    | Абхирам         |
| 2018 | ф |                         | Hello Guru Prema Kosame   | Санджу          |
| 2019 | ф |                         | iSmart Shankar            | Шанкар          |